# Павуколов довгодзьобий
Павуколов довгодзьобий (Arachnothera robusta) — вид горобцеподібних птахів родини нектаркових (Nectariniidae). Мешкає в Південно-Східній Азії.

## Підвиди
Виділяють два підвиди:
- A. r. robusta Müller, S & Schlegel, 1844 — південь Малайського півострова, Суматра і Калімантан;
- A. r. armata Müller, S & Schlegel, 1844 — Ява.

## Поширення і екологія
Довгодзьобі павуколови поширені в Індонезії, Малайзії, Брунеї і Таїланді. Вони живуть в рівнинних і гірських вологих тропічних лісах та на плантаціях.